# Park Centraal Amsterdam
Park Centraal Amsterdam (tot 1930 bekend als café-restaurant Parkzicht, van 1930 tot 2019 als Park Hotel Amsterdam) is een hotel aan de Stadhouderskade in de Nederlandse hoofdstad Amsterdam, op de hoek met de Hobbemastraat, in het Museumkwartier. De geschiedenis van het hotel gaat terug tot de 19e eeuw.

## Geschiedenis
De fundering van het gebouw werd gelegd vanaf 9 juli 1895 (aanbesteding). De bedoeling was om een café-restaurant te bouwen met vijf woonhuizen. Start van de bouw was op 19 oktober van dat jaar (aanbesteding), waarbij gebouwd zou worden volgens het ontwerp van Leendert Johannes Neumeijer jr., die in wezen makelaar was en gevestigd aan de Looiersgracht 60. Het complex kostte circa 200.000 gulden. In 1896 werden de stoomketels geplaatst.  
In 1930 vond men het noodzakelijk ook overnachtingen aan te kunnen bieden en kocht men een aantal woningen en winkels aan de Hobbemastraat. Men voorzag daarbij de buitengevels van beeldhouwwerken etc. De verbouwing werd gerealiseerd naar een ontwerp van Anton J. Joling. Het beeldhouwwerk was van Jan Schultsz. Het verbeeldt de technische vooruitgang gezien vanuit de jaren dertig, maar doet in de 21e eeuw nostalgisch aan met onder andere zeilschip, stoomlocomotief, vliegtuigen met zeppelin; het kreeg de titel Het reizen door alle tijden.
In 1965 had men een capaciteit van 160 bedden. Dat was onvoldoende om het hotel rendabel te houden. Er werd daarom in 1966 gekozen buurpanden aan de Stadhouderskade en de garage te slopen en een nieuw deel aan te bouwen. De plannen kosten wel een veelvoud van de stichtingskosten: 3 miljoen gulden. Het hotel kon pas in 1967 beginnen met de nieuwbouw, er moest onderdak gevonden worden voor zes gezinnen uit de te slopen woningen. In 1968 waren de kosten daardoor opgelopen tot 3,75 miljoen gulden. In april 1969 was de nieuwbouw naar ontwerp van architect Rein Fledderus gereed. De ingang verschoof toen naar de nieuwbouw toe. 
Die entree werd bij een renovatie in 2008 opnieuw aangepast.
In september 2019 werd het Park Hotel gerebrand tot Park Centraal Amsterdam.

## Het oude Parkzicht

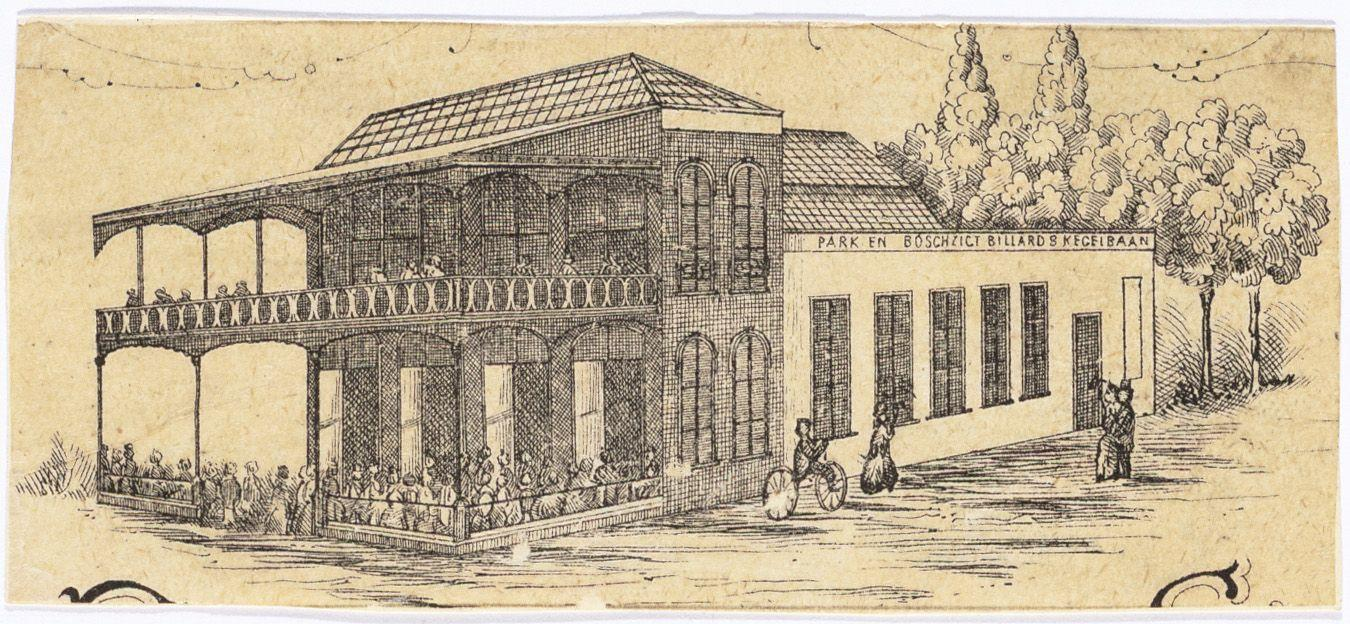
Het oude café-restaurant rond 1890

Tot juni 1895 stond op deze plek eenzelfde horecagelegenheid (zonder hotel) bestaande uit laagbouw verdeeld over drie percelen. De sloop werd op 13 juni 1895 aangekondigd in het Algemeen Handelsblad. De beste bieder voor de sloop was dhr. A.B. Baars. Hij bood 1567 gulden en 17,5 cent. Veel viel er niet af te breken want nauwelijks een maand later kon men bieden op de fundering.
Op de plaats van de nieuwbouw van het hotel stonden ten tijde van het café-restaurant de gebouwen van IJzergieterij Rincker (een andere Rincker was trouwens de bedrijfsleider van het café-restaurant). Deze firma was daar sinds 1864 gevestigd, maar werd langzaam ingebouwd door woningen, Vondelpark en Rijksmuseum. Men vond de dampen komende uit de fabriek zelfs slecht voor het Vondelpark. De gebouwen werden in 1901 zo lelijk gevonden dat ze werden afgebroken om plaats te maken voor een opslagplaats met woningen, dan wel woningen alleen. Rincker vertrok naar de Omval. In 1968 ging die zogenaamde “nieuwbouw” weer tegen de vlakte voor de nieuwbouw van het hotel.

## Trivia
- Leendert Johannes Neumeijer jr. was makelaar en ook architect. Die functies gingen destijds vaker samen. Hij kocht percelen, zette er een gebouw op en verkocht het door. Hij is in 1888 gehuwd met Margaratha Elisabeth van Heusden. Een jaar later kwam een doodgeboren kind ter wereld. Leendert Johannes Neumeijer jr. is vernoemd naar zijn vader Leendert Johannes Neumeijer sr., tevens de vader van Martha Maria Neumeijer, de vrouw van architect Evert Breman. Zij kregen als kind diplomaat Leendert Johannes Breman en componist Willem Frederik Breman.
- Op 1 november 1925 werd in Parkzicht de VARA opgericht.[10]
- Zowel het Nederlands kampioenschap schaken 1924 als het Nederlands kampioenschap schaken 1929 vonden in café-restaurant Parkzicht plaats.

Oost ·
160 ·
158 ·
157 ·
156 ·
155 ·
151-154 ·
149-150 ·
145-146 ·
142-144 ·
140-141 ·
137-139 ·
135-136 ·
130-134 ·
129 ·
128 ·
125-127 ·
123-124 ·
116-122 ·
115 ·
110-113 ·
100-101 ·
97 ·
95-96 ·
93-94 ·
92 ·
91 ·
89-90 ·
87-88 ·
86 ·
85 ·
84 ·
82-83 ·
78-79 ·
77 ·
Heineken Brouwerij ·
74 ·
72-73 ·
69-70 ·
68 ·
67 ·
65-66 ·
64 ·
62-63 ·
60-60a ·
58-59 ·
56-57 ·
Willemshuis ·
Van Nispenhuis ·
Kapel van Sint Josephs Gezellen-Vereeniging ·
54 ·
52-53 ·
47-49 ·
Carel Willinkplantsoen ·
Polderhuis ·
Ruysdaelkade 2-4 ·
Judith Leysterbrug ·
42 (Rijksmuseum) ·
40-41 ·
31-35 ·
30 ·
29 ·
Park Centraal Amsterdam ·
Stedemaagd (Vondelpark) ·
Byzantium ·
Koepelkerk ·
12 (Marriott) ·
Persilhuis ·
7 ·
5 ·
3 ·
1 ·
West